# وادي الصباب (تعز)
وادي الصباب هي إحدى قرى واودية  جمهورية اليمن. تتبع جغرافيا لمحافظة تعز وإداريًا لمديرية شرعب الرونة. يبلغ تعداد سكانها 2852 نسمة حسب الإحصاء الذي أجري عام 2004.